# Liste des communes de France sans église
Cet article recense les communes de France ne possédant pas d'église.

## Statistiques

Carte de France présentant (en noir) les communes ne possédant pas d'église.

Il existe en France métropolitaine plus de 650 communes sans église. Ces communes dépendent généralement de la paroisse d'une commune voisine.
Par ancienne région :
- Franche-Comté : 321 communes
- Lorraine : 101 communes
- Bourgogne : 47 communes
- Centre-Val de Loire : 36 communes
- Midi-Pyrénées : 32 communes
- Champagne-Ardenne : 31 communes
- Haute-Normandie : 29 communes
- Rhône-Alpes : 22 communes
- Île-de-France : 21 communes
- Picardie : 20 communes
- Alsace, Languedoc-Roussillon : 16 communes
- Nord-Pas-de-Calais: 15 communes
- Poitou-Charentes : 13 communes
- Aquitaine : 8 communes
- Basse-Normandie  : 7 communes
- Auvergne : 6 communes
- Limousin, Pays de la Loire  : 3 communes
- Bretagne, Provence-Alpes-Côte d'Azur : 2 communes
- Corse : 0 commune

Par département :
- Doubs : 106 communes
- Jura : 98 communes
- Haute-Saône : 84 communes
- Vosges : 58 communes
- Territoire de Belfort : 33 communes
- Côte-d'Or : 28 communes
- Moselle : 26 communes
- Eure : 25 communes
- Cher : 17 communes
- Aube : 16 communes
- Saône-et-Loire : 15 communes
- Ariège : 14 communes
- Haut-Rhin : 12 communes
- Gard: 11 communes
- Aisne, Meuse : 10 communes
- Drôme : 9 communes
- Indre, Marne, Pas-de-Calais, Seine-et-Marne, Tarn : 8 communes
- Meurthe-et-Moselle, Nord, Hautes-Pyrénées, Somme : 7 communes
- Eure-et-Loir, Deux-Sèvres, Yvelines: 6 communes
- Allier, Essonne : 5 communes
- Ain, Ardennes, Manche, Bas-Rhin, Seine-Maritime : 4 communes
- Charente, Hérault, Isère, Loire, Loiret, Haute-Marne, Nièvre, Oise, Pyrénées-Atlantiques : 3 communes
- Hautes-Alpes, Ardèche, Calvados, Charente-Maritime, Creuse, Gironde, Haute-Garonne, Loir-et-Cher, Lozère, Vienne, Val-d'Oise : 2 communes
- Corrèze, Dordogne, Finistère, Landes, Lot-et-Garonne, Mayenne, Morbihan, Oise, Orne, Puy-de-Dôme, Sarthe, Haute-Savoie, Tarn-et-Garonne, Vendée, Yonne : 1 commune
- Alpes-de-Haute-Provence, Alpes-Maritimes, Aude, Aveyron, Bouches-du-Rhône, Cantal, Corse-du-Sud, Haute-Corse, Côtes-d'Armor, Gers, Ille-et-Vilaine, Indre-et-Loire, Haute-Loire, Loire-Atlantique, Lot, Maine-et-Loire, Pyrénées-Orientales, Rhône, Métropole de Lyon, Savoie, Paris, Var, Vaucluse, Haute-Vienne, Hauts-de-Seine, Seine-Saint-Denis, Val-de-Marne : 0 commune

## Liste

### Auvergne-Rhône-Alpes
- Ain :
  - Échenevex
  - Mijoux
  - Plagne
  - Vernoux
- Allier :
  - Châtillon
  - Chézy
  - Deneuille-lès-Chantelle
  - Gouise
  - Lételon
- Ardèche :
  - Dunière-sur-Eyrieux
  - Saint-Maurice-en-Chalencon
- Drôme :
  - Izon-la-Bruisse
  - La Bâtie-des-Fonds
  - Laval-d'Aix
  - Laveyron
  - Molières-Glandaz
  - Montmaur-en-Diois
  - Rioms
  - Vachères-en-Quint
  - Valdrôme
  - Vercheny
- Isère :
  - Montchaboud
  - Sousville
  - Vaulnaveys-le-Bas
- Loire :
  - Çaloire
  - Débats-Rivière-d'Orpra
  - La Côte-en-Couzan
- Puy-de-Dôme :
  - Saint-Germain-près-Herment
- Haute-Savoie :
  - Dingy-en-Vuache

### Bourgogne-Franche-Comté

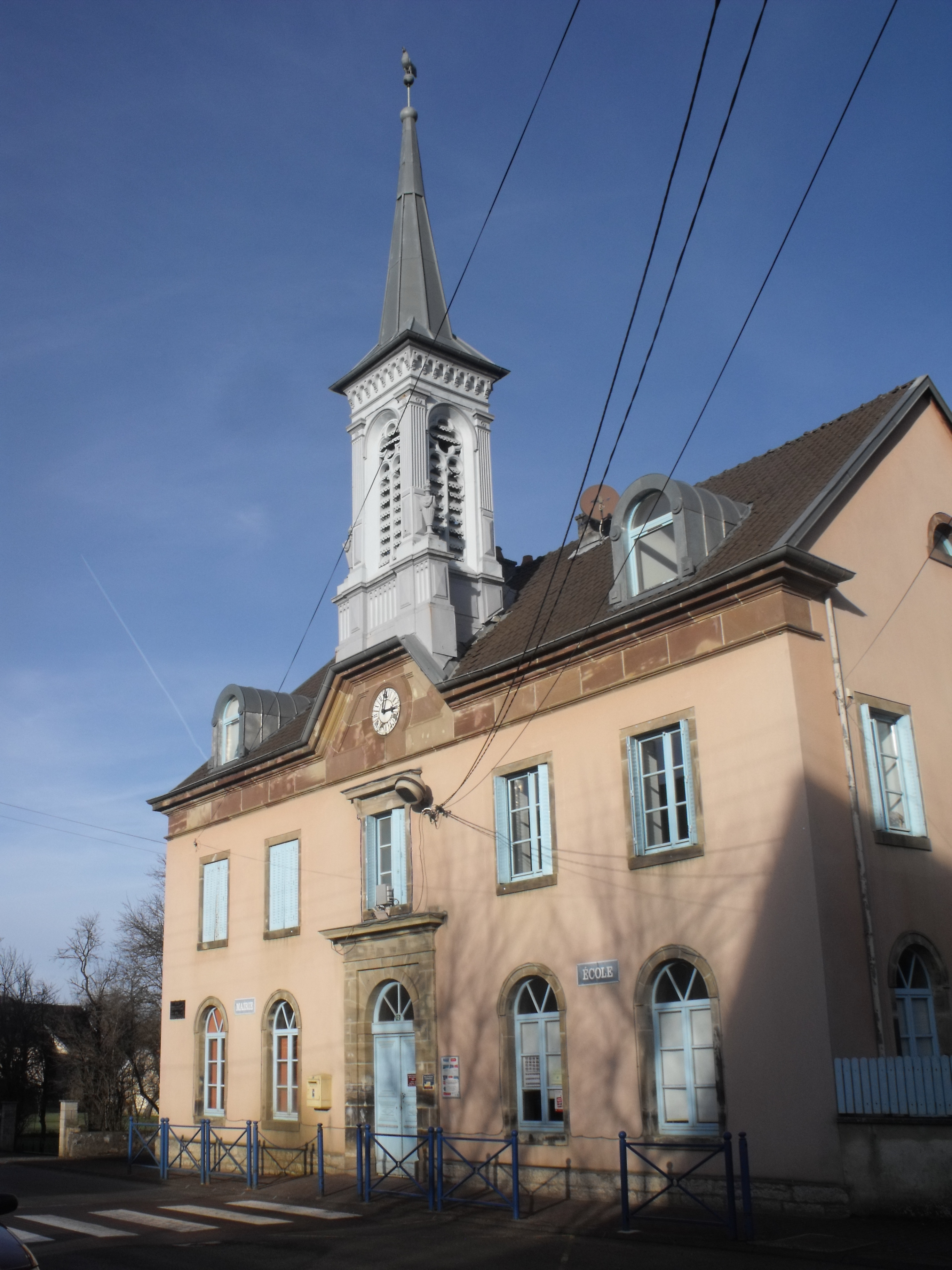
Issans (Doubs) : à défaut d'église, le clocher orne la mairie.

- Côte-d'Or :
  - Beire-le-Fort
  - Charmes
  - Collonges-lès-Premières
  - Cuiserey
  - Curley
  - Curtil-Vergy
  - Jallanges
  - Jeux-lès-Bard
  - Le Fête
  - Longeault
  - Longecourt-lès-Culêtre
  - Meilly-sur-Rouvres
  - Poncey-lès-Athée
  - Pont
  - Pont-et-Massène
  - Saint-Bernard
  - Saulon-la-Rue
  - Savolles
  - Segrois
  - Souhey
  - Tart-le-Bas
  - Thorey-en-Plaine
  - Tréclun
  - Trugny
  - Villars-et-Villenotte
  - Villeferry
  - Vonges
  - Vougeot
- Doubs :
  - Adam-lès-Passavant
  - Adam-lès-Vercel
  - Battenans-les-Mines
  - Battenans-Varin
  - Belfays
  - Blarians
  - Blussangeaux
  - Braillans
  - Breconchaux
  - Brères
  - Bretigney
  - Brognard
  - Burnevillers
  - Cademène
  - Cessey
  - Champoux
  - Champvans-les-Moulins
  - Charnay
  - Chasnans
  - Châtillon-Guyotte
  - Châtillon-sur-Lison
  - Chay
  - Chouzelot
  - Corcelle-Mieslot
  - Côtebrune
  - Dannemarie
  - Échay
  - Échenans
  - Émagny
  - Esnans
  - Étrappe
  - Faimbe
  - Feule
  - Flagey-Rigney
  - Fourbanne
  - Fourcatier-et-Maison-Neuve
  - Gémonval
  - Germéfontaine
  - Germondans
  - Goux-sous-Landet
  - Guillon-les-Bains
  - Hauterive-la-Fresse
  - Hyèvre-Magny
  - Issans
  - La Bretenière
  - La Chevillotte
  - La Longeville
  - La Prétière
  - Laire
  - Lanans
  - Lavans-Quingey
  - Le Gratteris
  - Le Vernoy
  - L'Écouvotte
  - Liebvillers
  - Longevelle-lès-Russey
  - Luxiol
  - Magny-Châtelard
  - Mérey-Vieilley
  - Meslières
  - Montancy
  - Montbéliardot
  - Montivernage
  - Narbief
  - Noirefontaine
  - Ollans
  - Orgeans-Blanchefontaine
  - Orve
  - Palantine
  - Palise
  - Pessans
  - Pointvillers
  - Puessans
  - Raynans
  - Reculfoz
  - Rémondans-Vaivre
  - Renédale
  - Rignosot
  - Ronchaux
  - Rondefontaine
  - Rougemontot
  - Rouhe
  - Samson
  - Séchin
  - Semondans
  - Taillecourt
  - Tallans
  - Thiébouhans
  - Thulay
  - Thurey-le-Mont
  - Touillon-et-Loutelet
  - Tressandans
  - Trouvans
  - Vaire-le-Petit
  - Val-de-Roulans
  - Valleroy
  - Vauchamps
  - Velesmes-Essarts
  - Vellerot-lès-Vercel
  - Vennans
  - Vergranne
  - Verrières-du-Grosbois
  - Villars-sous-Dampjoux
  - Villers-Chief
  - Villers-Grélot
  - Voires
- Haute-Saône :
  - Amage
  - Andornay
  - Arsans
  - Attricourt
  - Aulx-lès-Cromary
  - Autrey-le-Vay
  - Baignes
  - Belonchamp
  - Betoncourt-lès-Brotte
  - Bouhans-lès-Montbozon
  - Boursières
  - Breuchotte
  - Bucey-lès-Traves
  - Châteney
  - Chaux-la-Lotière
  - Chavanne
  - Chemilly
  - Clans
  - Coisevaux
  - Colombotte
  - Comberjon
  - Cordonnet
  - Courmont
  - Creveney
  - Échavanne
  - Éhuns
  - Esmoulières
  - Étrelles-et-la-Montbleuse
  - Ferrières-lès-Ray
  - Ferrières-lès-Scey
  - Froideterre
  - Georfans
  - Girefontaine
  - Granges-le-Bourg
  - Hyet
  - La Basse-Vaivre
  - La Bruyère
  - La Corbière
  - La Creuse
  - La Lanterne-et-les-Armonts
  - La Longine
  - La Malachère
  - La Neuvelle-lès-Lure
  - La Pisseure
  - La Proiselière-et-Langle
  - La Rosière
  - La Vaivre
  - La Vernotte
  - Lantenot
  - Le Magnoray
  - Le Tremblois
  - Le Val-de-Gouhenans
  - Les Bâties
  - Les Fessey
  - Lieffrans
  - Linexert
  - Loulans-Verchamp
  - Magnoncourt
  - Maussans
  - Mignavillers
  - Montessaux
  - Neuvelle-lès-Cromary
  - Onay
  - Oppenans
  - Oricourt
  - Ormenans
  - Ormoiche
  - Palante
  - Plainemont
  - Ranzevelle
  - Rignovelle
  - Sainte-Reine
  - Secenans
  - Thieffrans
  - Traitiéfontaine
  - Vandelans
  - Vantoux-et-Longevelle
  - Velet
  - Vellemoz
  - Verlans
  - Villargent
  - Villers-sur-Saulnot
  - Vilory
  - Visoncourt
- Jura :
  - Abergement-le-Petit
  - Abergement-lès-Thésy
  - Ardon
  - Augea
  - Bans
  - Beffia
  - Bellecombe
  - Biefmorin
  - Billecul
  - Bois-de-Gand
  - Boissia
  - Bonnaud
  - Bracon
  - Bretenières
  - Brevans
  - Cerniébaud
  - Chaînée-des-Coupis
  - Chassal
  - Chatelay
  - Chaux-Champagny
  - Chemenot
  - Chemilla
  - Chêne-Bernard
  - Chêne-Sec
  - Cize
  - Clucy
  - Cogna
  - Coiserette
  - Communailles-en-Montagne
  - Courbette
  - Coyrière
  - Coyron
  - Crenans
  - Cuttura
  - Écleux
  - Entre-deux-Monts
  - Équevillon
  - Esserval-Combe
  - Essia
  - Florentia
  - Francheville
  - Froideville
  - Gatey
  - Geraise
  - Germigney
  - Grange-de-Vaivre
  - Hautecour
  - La Barre
  - La Charme
  - La Chaumusse
  - La Chaux-en-Bresse
  - La Favière
  - La Latette
  - Largillay-Marsonnay
  - Le Chateley
  - Le Latet
  - Le Petit-Mercey
  - Le Pin
  - Le Vernois
  - Le Villey
  - Lent
  - Les Repôts
  - Lézat (Jura)
  - Mallerey
  - Mérona
  - Mesnois
  - Molpré
  - Monteplain
  - Montigny-sur-l'Ain
  - Montmarlon
  - Montrevel
  - Mournans-Charbonny
  - Moutoux
  - Nancuise
  - Neuvilley
  - Orbagna
  - Oussières
  - Patornay
  - Pillemoine
  - Plénisette
  - Pont-du-Navoy
  - Ponthoux
  - Présilly
  - Recanoz
  - Rix
  - Romain
  - Rotalier
  - Sapois
  - Séligney
  - Senaud
  - Sergenon
  - Thésy
  - Thoissia
  - Vercia
  - Villard-sur-Bienne
  - Villeneuve-lès-Charnod
  - Villeneuve-sous-Pymont
  - Vulvoz
- Nièvre :
  - Châtin
  - Chaumot
  - Villiers-le-Sec
- Saône-et-Loire :
  - Les Bordes
  - Châtenoy-en-Bresse
  - Fontenay
  - Hautefond
  - Lans
  - Mary
  - Nochize
  - Oslon
  - Le Planois
  - Saint-Léger-lès-Paray
  - Saint-Martin-d'Auxy
  - Saint-Nizier-sur-Arroux
  - Saint-Privé
  - Tronchy
  - Vérissey
- Territoire de Belfort :
  - Andelnans
  - Argiésans
  - Autrechêne
  - Bethonvilliers
  - Botans
  - Bourg-sous-Châtelet
  - Bretagne
  - Charmois
  - Chavanatte
  - Cunelières
  - Denney
  - Dorans
  - Fontenelle
  - Foussemagne
  - Frais
  - Lacollonge
  - Lagrange
  - Leval
  - Menoncourt
  - Moval
  - Petitefontaine
  - Petitmagny
  - Recouvrance
  - Riervescemont
  - Romagny-sous-Rougemont
  - Roppe
  - Sermamagny
  - Sevenans
  - Thiancourt
  - Urcerey
  - Vellescot
  - Vescemont
  - Vétrigne
- Yonne : 
  - Prunoy

### Bretagne
- Finistère :
  - Saint-Martin-des-Champs[2]
- Morbihan :
  - Gourhel

### Centre-Val de Loire
- Cher :
  - Chaumont
  - Cogny
  - Contres
  - Croisy
  - Dampierre-en-Graçay
  - La Chapelle-Montlinard
  - La Groutte
  - Le Pondy
  - Morthomiers
  - Osmoy
  - Saint-Georges-sur-Moulon
  - Saint-Martin-des-Champs
  - Saugy
  - Sévry
  - Tendron
  - Verneuil
  - Villecelin
- Eure-et-Loir :
  - Barmainville
  - Briconville
  - Cintray
  - Gas
  - Le Gué-de-Longroi
  - Morainville
- Indre :
  - La Chapelle-Saint-Laurian
  - Menetou-sur-Nahon
  - Saint-Aoustrille
  - Saint-Florentin
  - Saint-Médard
  - Saint-Pierre-de-Lamps
  - Sembleçay
  - Vigoulant
- Loiret :
  - Châtillon-le-Roi
  - Coudroy
  - Rouvray-Sainte-Croix
- Loir-et-Cher :
  - Le Plessis-l'Échelle
  - Maslives

### Grand Est

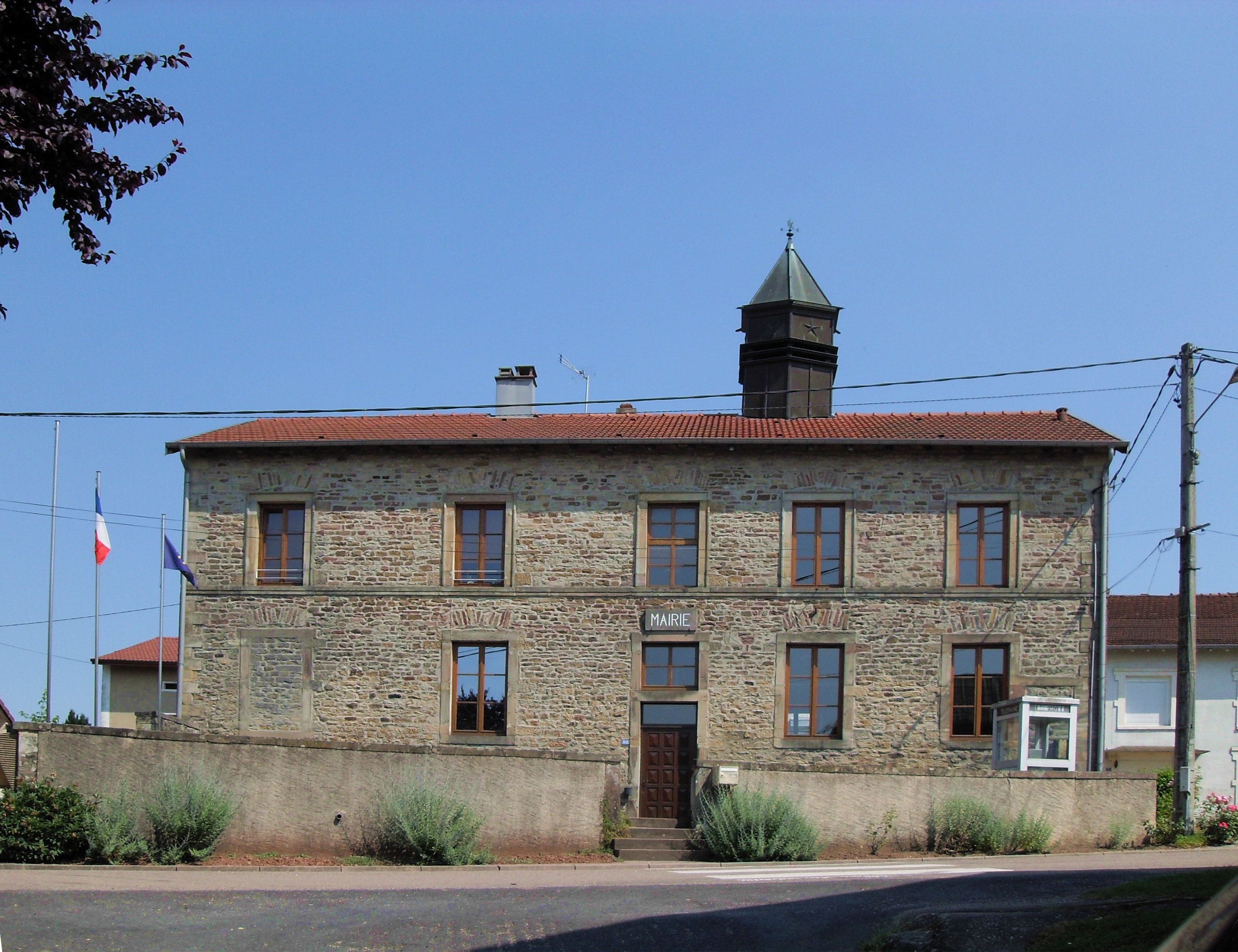
Anglemont, Vosges : hôtel de ville avec clocher, le village ne possédant pas d'église.

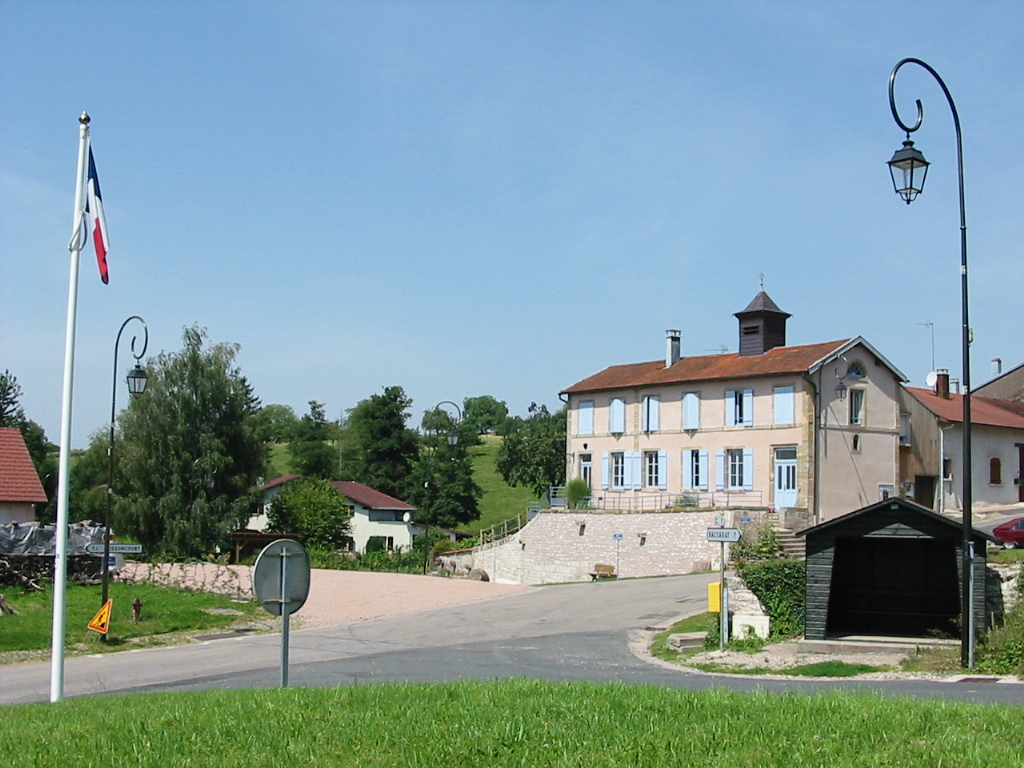
Bazien, Vosges : autre hôtel de ville avec clocher.

- Ardennes :
  - Quilly
  - Sault-lès-Rethel
  - Tournavaux
  - Yvernaumont
- Aube :
  - Assenay
  - Champ-sur-Barse
  - La Fosse-Corduan
  - La Vendue-Mignot
  - Lavau
  - Les Bordes-Aumont
  - Longeville-sur-Mogne
  - Maupas
  - Paisy-Cosdon
  - Poligny
  - Prusy
  - Roncenay
  - Souligny
  - Villemereuil
  - Villery
  - Villy-le-Bois
- Bas-Rhin :
  - Oberhoffen-lès-Wissembourg
  - Retschwiller
  - Schirrhoffen
  - Stattmatten
- Haute-Marne :
  - Chatenay-Mâcheron
  - Orcevaux
  - Voncourt
- Haut-Rhin :
  - Eschbach-au-Val
  - Falkwiller
  - Griesbach-au-Val
  - Hecken
  - Henflingen
  - Hohrod
  - Linsdorf
  - Luttenbach-près-Munster
  - Magny
  - Schwoben
  - Sternenberg
  - Wegscheid
- Marne :
  - Binson-et-Orquigny
  - Brusson
  - Châtrices
  - Courtagnon
  - Glannes
  - Morangis
  - Outrepont
  - Saint-Léonard
- Meurthe-et-Moselle :
  - Gélaucourt
  - Jevoncourt
  - Leménil-Mitry
  - Quevilloncourt
  - Romain
  - They-sous-Vaudemont
  - Veney
- Meuse :
  - Abaucourt-Hautecourt
  - Blanzée
  - Chauvoncourt
  - Érize-la-Petite
  - Gussainville
  - Montbras
  - Moulotte
  - Silmont
  - Vadelaincourt
  - Villers-sous-Pareid
- Moselle :
  - Adaincourt
  - Ajoncourt
  - Barchain
  - Bébing
  - Chenois
  - Coin-sur-Seille
  - Colligny
  - Gerbécourt
  - Glatigny
  - Guébestroff
  - Jury
  - Lubécourt
  - Maizery
  - Marsilly
  - Molring
  - Montoy-Flanville
  - Neufmoulins
  - Plesnois
  - Richeval
  - Silly-en-Saulnois
  - Sotzeling
  - Vœlfling-lès-Bouzonville
  - Voimhaut
  - Waltembourg
  - Wœlfling-lès-Sarreguemines
  - Zarbeling

- Vosges :
  - Anglemont
  - Arrentès-de-Corcieux
  - Barbey-Seroux
  - Battexey
  - Bazien
  - Beauménil
  - Begnécourt
  - Bocquegney
  - Bois-de-Champ
  - Boulaincourt
  - Chauffecourt
  - Cleurie
  - Combrimont
  - Denipaire
  - Dinozé
  - Faucompierre
  - Fays
  - Fiménil
  - Fomerey
  - Frénois
  - Gemaingoutte
  - Grandrupt
  - Harchéchamp
  - Herpelmont
  - Jarménil
  - La Forge
  - La Salle
  - Langley
  - Laveline-du-Houx
  - Le Beulay
  - Le Mont
  - Le Roulier
  - Le Vermont
  - Légéville-et-Bonfays
  - Les Ableuvenettes
  - Lesseux
  - Madonne-et-Lamerey
  - Maroncourt
  - Ménil-de-Senones
  - Montmotier
  - Nayemont-les-Fosses
  - Neuvillers-sur-Fave
  - Nonzeville
  - Pair-et-Grandrupt
  - Pleuvezain
  - Pont-sur-Madon
  - Prey
  - Ramecourt
  - Regney
  - Renauvoid
  - Repel
  - Rocourt
  - Sanchey
  - Sans-Vallois
  - Soncourt
  - Varmonzey
  - Vervezelle
  - Xamontarupt

### Hauts-de-France
- Aisne :
  - Besmé
  - Deuillet
  - Jumencourt
  - Macogny
  - Muscourt
  - Ploisy
  - Quincy-sous-le-Mont
  - Rogécourt
  - Romery
  - Vaucelles-et-Beffecourt
- Nord :
  - Audignies
  - Bas-Lieu
  - Millonfosse
  - Odomez
  - Tilloy-lez-Cambrai
  - Warneton
  - Willies
- Oise
  - Le Plessis-Patte-d'Oie
  - Pierrefitte-en-Beauvaisis
  - Valescourt
- Pas-de-Calais :
  - Bénifontaine
  - Canteleux
  - Guigny
  - Guinecourt
  - Marant
  - Morval
  - Oblinghem
  - Rombly
- Somme :
  - Berteaucourt-lès-Thennes
  - Laleu
  - Lamotte-Buleux
  - Neufmoulin
  - Tailly
  - Thièvres
  - Yonval

### Île-de-France
- Essonne :
  - Arrancourt
  - Fontaine-la-Rivière
  - Guibeville
  - Saint-Hilaire
  - Tigery (la commune possède une chapelle, située dans le Cénacle et desservie par la communauté du Chemin Neuf, mais pas d'église paroissiale)
- Seine-et-Marne :
  - Boitron
  - Montenils
  - Mortery
  - Poigny
  - Rupéreux
  - Saint-Ouen-sur-Morin
  - Sept-Sorts
  - Vieux-Champagne
- Val-d'Oise :
  - Charmont
  - Menouville
- Yvelines :
  - Aigremont
  - Andelu
  - Le Tartre-Gaudran
  - Ménerville
  - Saint-Germain-de-la-Grange
  - Toussus-le-Noble

### Normandie
- Calvados :
  - La Brévière
  - Saint-Laurent-du-Mont
- Eure :
  - Aviron
  - Avrilly
  - Bacquepuis
  - Bus-Saint-Rémy
  - Champenard
  - Chanteloup
  - Dardez
  - Gaudreville-la-Rivière
  - Fauville
  - Hardencourt-Cocherel
  - La Trinité
  - Les Places
  - L'Habit
  - Lignerolles
  - Mercey
  - Merey
  - Saint-Aquilin-de-Pacy
  - Saint-Étienne-sous-Bailleul
  - Saint-Jean-de-la-Léqueraye
  - Saint-Martin-la-Campagne
  - Saint-Ouen-de-Pontcheuil
  - Saint-Philbert-sur-Boissey
  - Saint-Vigor
  - Tourneville
  - Voiscreville
- Manche :
  - Ponts
  - Saint-Georges-Montcocq
  - Saint-Pierre-de-Coutances
  - Taillepied
- Orne :
  - Brethel
- Seine-Maritime :
  - Les Cent-Acres
  - Lestanville
  - Ricarville-du-Val
  - Saint-Germain-sous-Cailly

### Nouvelle-Aquitaine
- Deux-Sèvres :
  - Asnières-en-Poitou
  - Avon
  - Beaussais
  - Brieuil-sur-Chizé
  - Saint-Martin-de-Saint-Maixent
  - Saint-Romans-des-Champs
- Charente :
  - Julienne
  - Les Métairies
  - Tuzie
- Charente-Maritime :
  - Ballon
  - Souméras
- Corrèze :
  - Lignareix
- Creuse :
  - Lavaufranche
  - Saint-Priest-Palus
- Dordogne :
  - Monmarvès
- Gironde :
  - Labescau
  - Madirac
- Landes :
  - Bas-Mauco
- Lot-et-Garonne :
  - Saint-Martin-Petit
- Pyrénées-Atlantiques :
  - Parbayse
  - Saint-Jammes
  - Viellenave-d'Arthez
- Vienne :
  - Châtillon
  - Frozes

### Occitanie
- Ariège :
  - Alliat
  - Appy
  - Aulos
  - Bestiac
  - Cos
  - Encourtiech
  - Erp
  - Esclagne
  - Ludiès
  - Pech
  - Quié
  - Senconac
  - Suzan
  - Tabre
- Gard :
  - Arphy
  - Boissières
  - Bragassargues
  - Causse-Bégon
  - Deaux
  - Fressac
  - Mars
  - Massanes
  - Puechredon
  - Saint-Bonnet-de-Salendrinque
  - Savignargues
- Haute-Garonne :
  - Fonbeauzard
  - Pradère-les-Bourguets
- Hautes-Pyrénées :
  - Barry
  - Caharet
  - Castéra-Lanusse
  - Casterets
  - Sainte-Marie
  - Seich
  - Thuy
- Hérault :
  - Le Pradal
  - Romiguières
  - Viols-en-Laval
- Lozère
  - Pourcharesses
  - Saint-Michel-de-Dèze
- Tarn :
  - Bout-du-Pont-de-Larn
  - Combefa
  - Crespin
  - Laboulbène
  - Le Sequestre
  - Montauriol
  - Montfa
  - Senaux
- Tarn-et-Garonne :
  - Léojac

### Pays-de-la-Loire
- Sarthe :
  - Nauvay
- Mayenne :
  - La Baconnière (détruite fin juillet 2023)[3]
- Vendée :
  - Saint-Germain-l'Aiguiller

### Provence-Alpes-Côte d'Azur
- Hautes-Alpes :
  - La Haute-Beaume
  - Nossage-et-Bénévent